# Ceny české filmové kritiky 2021
Ceny české filmové kritiky 2021 je dvanáctý ročník Cen české filmové kritiky. Ceny byly předány v sobotu 5. února 2022, slavnostní předávání moderovaly herečky Anita Krausová a Tereza Hofová.

## Vítězové a nominovaní
Vítěz je uveden jako první a tučným písmem. 

### Nejlepší film
- Okupace
- Zátopek
- Moje slunce Mad

### Nejlepší dokument
- Jednotka intenzivního života
- Láska pod kapotou
- Nová šichta

### Nejlepší režie
- Michal Nohejl – Okupace
- Jan Prušinovský – Chyby
- David Ondříček – Zátopek

### Nejlepší scénář
- Marek Šindelka a Vojtěch Mašek – Okupace
- Roman Vojkůvka – Chyby
- Ivan Arsenjev – Moje slunce Mad

### Nejlepší herečka
- Pavla Gajdošíková – Chyby
- Martha Issová – Zátopek
- Alena Doláková – Zrcadla ve tmě

### Nejlepší herec
- Václav Neužil – Zátopek
- Tomáš Magnusek – Shoky & Morthy: Poslední velká akce
- Martin Pechlát – Okupace

### Audiovizuální počin
- Denisa Grimmová a Jan Bubeníček (výtvarná koncepce) – Myši patří do nebe
- Jan Baset Střítežský (kamera) – Okupace
- Michaela Pavlátová (animace) – Moje slunce Mad

### Cena innogy pro objev roku
- Michal Nohejl – Okupace
- Šimon Holý – Zrcadla ve tmě
- Diana Cam Van Nguyen – Milý tati

### Mimo kino
- Ochránce – Tereza Kopáčová, Tomáš Mašín, Tomáš Feřtek a Matěj Podzimek
- Kukačky – Biser A. Arichtev a Jan Coufal
- 13 minut – Vít Klusák

### Nejlepší krátký film
- Milý tati – Diana Cam Van Nguyen
- Příběh hrůzostrašné Eliz – Eliška Kováříková a Adam Struhala
- Rudé boty – Anna Podskalská